# Maurice Leblanc
Maurice Leblanc nascut Maurice-Marie-Émile Leblanc (Rouen; 11 de desembre de 1864 - Perpinyà; 6 de novembre de 1941); novel·lista i escriptor francès de relats curts. És conegut per ser el creador del personatge Arsène Lupin, un gentleman i formidable lladre. Les seves primeres aparicions es van donar en fulletons mensuals amb els quals va arribar a obtenir una gran popularitat. Maurice Leblanc va escriure innombrables novel·les i agrupacions de relats de Lupin.
Era germà de la soprano Georgette Leblanc (1869-1941).

## Obres

### Sèrie Arsène Lupin

#### Novel·les
- Arsène Lupin, gentleman-cambrioleur (1907) (Arsène Lupin. Cavaller-lladre. Editorial la Gamberra, traducció al català de Núria Duran.)[1] Recull de nou relats publicats al diari Je sais tout.
- Arsène Lupin contre Herlock Sholmès (1908) ("Arsène Lupin contra Herlock Sholmes" Edicions de 1984, traducció al català de Maria Rosa Vallribera i Fius.")" Recull de les novel·les La Dame blonde o La Lampe juive.
- L'Aiguille creuse (1909), novel·la.
- 813 (1910). Novel·la reeditada en dos volums l'any 1917 amb els títols La Double Vie d’Arsène Lupin i Les Trois Crimes d’Arsène Lupin, i actualment editada amb el títol original 813.
- Le Bouchon de cristal (1912), novel·la.
- Les Confidences d'Arsène Lupin (1913), recull de nou novel·les.
- L'Éclat d'obus (1916), novel·la.
- Le Triangle d'or (1918), novel·la.
- L'Île aux trente cercueils (1919), novel·la.
- Les Dents du tigre (1921), novel·la.
- Les Huit Coups de l'horloge (1923), recull de vuit novel·les.
- La Comtesse de Cagliostro (1924), novel·la.
- The Overcoat of Arsène Lupin (1926), novel·la. Versió en anglès de La Dent d'Hercule Petitgris, incloent el personatge d'Arsène Lupin, absent en la versió original. La versió modificada va ser publicada en francès l'any 2016.
- La Demoiselle aux yeux verts (1927), novel·la.
- L'Homme à la peau de bique (1927), novel·la.
- L'Agence Barnett et Cie (1928), recull de vuit relats.
- The Bridge That Broke (1929), novel·la publicada inicialment en la versió anglesa de L'Agence Barnett et Cie.
- La Demeure mystérieuse (1929), novel·la.
- Le Cabochon d'émeraude (1930), novel·la.
- La Barre-y-va (1931), novel·la.
- La Femme aux deux sourires (1933), novel·la.
- Victor, de la Brigade mondaine (1933), novel·la.
- La Cagliostro se venge (1935), novel·la.
- Les Milliards d'Arsène Lupin (1941), novel·la pòstuma.
- Le Dernier Amour d'Arsène Lupin (2012), novel·la pòstuma inacabada.

#### Obres de teatre
- Arsène Lupin, (1908), escrita en col·laboració amb Francis de Croisset.
- Une aventure d'Arsène Lupin (1911).
- Le Retour d'Arsène Lupin (1920), escrita en col·laboració amb Francis de Croisset.
- Cette femme est à moi (1930)
- Un quart d'heure avec Arsène Lupin (1932)

### Altres obres
- Des couples (1890).
- Une femme (1893)
- Ceux qui souffrent (1894). Recull de 26 contes.
- Armelle et Claude (1897)
- Voici des ailes (1898)
- Les Lèvres jointes (1899)
- L'Enthousiasme (1901)
- Un vilain couple (1901)
- Gueule rouge (1904)
- 80 chevaux (1904)
- La Pitié, Obra de teatre (1906)
- La Frontière (1911)
- Les Trois Yeux (1919)
- La Robe d'écaille rose (1920)
- Le Formidable Événement (1920)
- Le Cercle rouge (1922)
- Dorothée, danseuse de corde (1923)
- La Dent d'Hercule Petitgris (1924)
- La Vie extravagante de Balthazar (1925)
- Le Prince de Jéricho (1930)
- Les Clefs mystérieuses (1932)
- La Forêt des aventures (1933)
- Le Chapelet rouge (1934)
- L'Image de la femme nue (1934)
- Le Scandale du gazon bleu (1935)
- De minuit à sept heures (1937)